# Cantó de Gwened-Centre
El cantó de Gwened-Centre (bretó Kanton Gwened-Kreiz) és una divisió administrativa francesa situat al departament d'Ar Mor-Bihan a la regió de Bretanya. Fou creat el 1982.

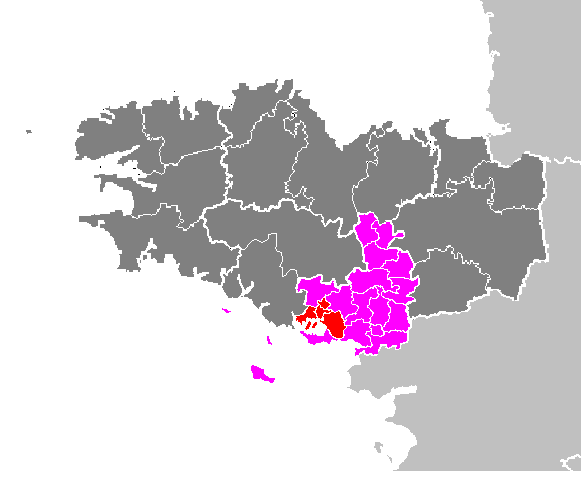
Situació del cantó

## Composició
El cantó aplega el districte central de la ciutat de Gwened

## Història
| Data d'elecció                           | Identitat              | Partit | Qualitat |
| ---------------------------------------- | ---------------------- | ------ | -------- |
| 2004-                                    | Annick Guillou-Moinard | UMP    |          |
| les dades anteriors no són pas conegudes |                        |        |          |
|                                          |                        |        |          |